# Hallókészülék
A hallókészülék egy eszköz, melynek célja, hogy javítsa viselője hallását. A hallókészülékek a legtöbb országban orvosi eszközöknek számítanak és eszerint is szabályozzák őket. A hallókészülék elsődleges feladata a beszéd érthetővé tétele, még zajos környezetben is.

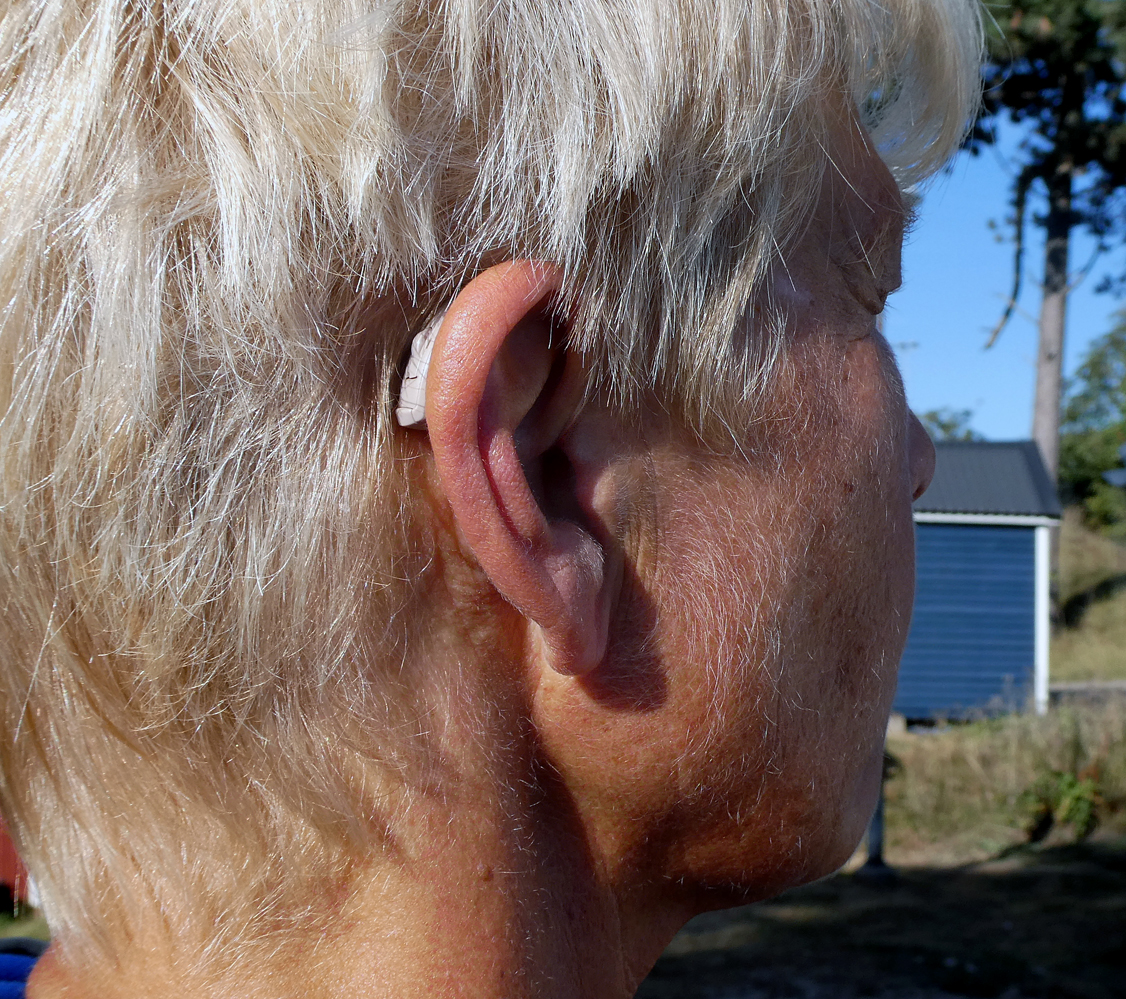
Egy modern fül mögött található hallókészülék, a hangcső a hangszóró felé alig látható.

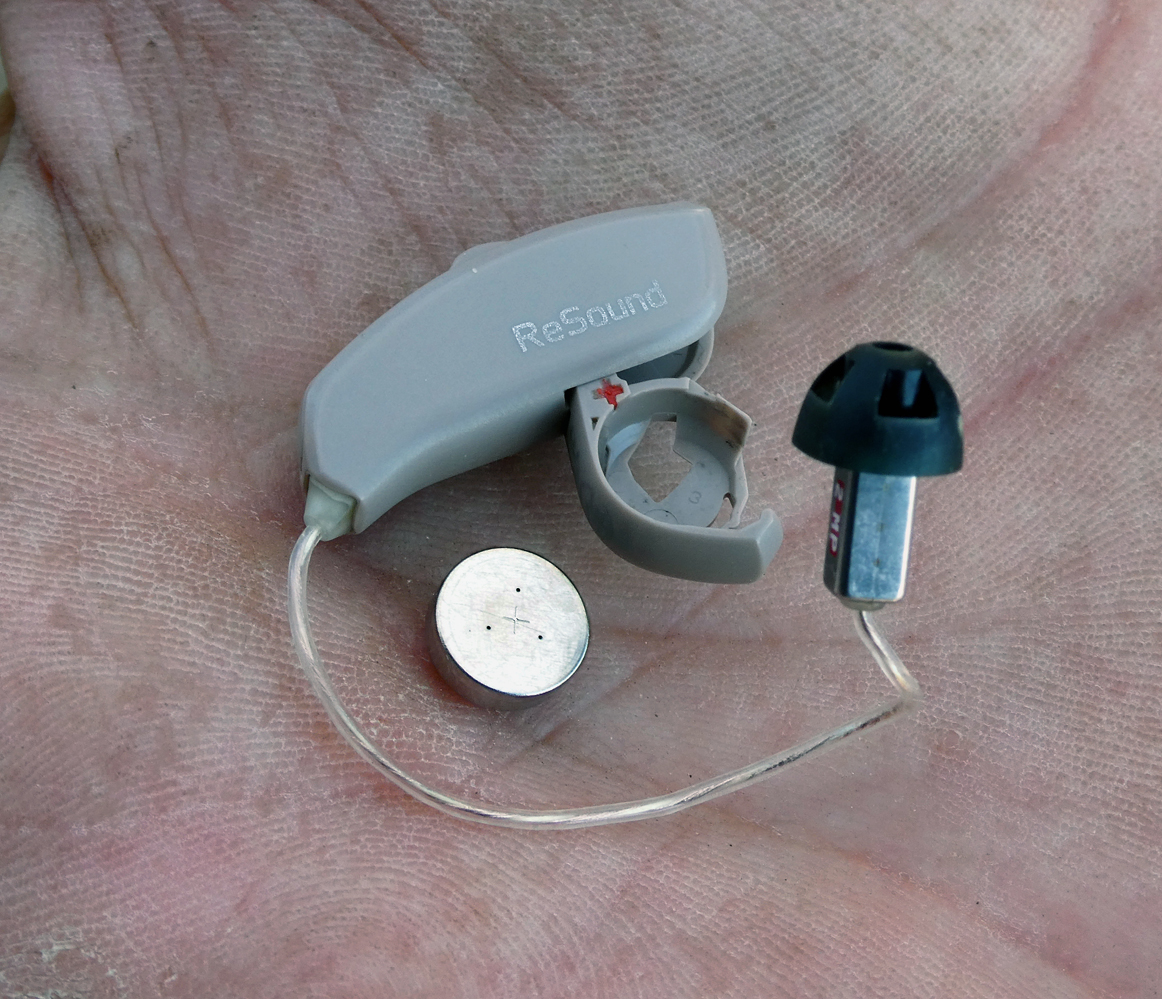
Egy modern fül mögötti hallókészülék mini cellás akkumulátorral.

Az olyan korai hallássegítő eszközök, mint a fültrombita, egyszerű passzív erősítőként szolgáltak, amelyek a hangenergiát összegyűjtötték és a hallójáratba továbbították. A modern eszközök ezzel szemben digitális elektroakusztikus rendszerek, amelyek a környezet hangjait alakítják át a hallásérült személy egyéni preferenciái szerint, érthetőbbé vagy kellemesebbé téve a beszédet az audiometriai és kognitív szabályok szerint. Az ilyen jellegű hangfeldolgozás komolyan átalakíthatja az eredeti hangot, például úgy, hogy lokalizálja a hang forrását és segíti a felhasználót a valós térhallásban. A készülékek képesek hatékony zajcsillapításra, szélzaj-csökkentésre, frekvenciakompresszióra, illetve gerjedésgátlásra a minél jobb beszédértés elérése érdekében. A mai modern (smart-, vagy okos-) eszközök képesek kommunikálni egymással, kapcsolódhatnak telefonokhoz, illetve más mobileszközökhöz a kommunikáció megkönnyítése érdekében. 
A digitális technológia, amely lehetővé tette a gyors és egyre nagyobb számítókapacitású eszközök megjelenését, a készülék a hallásveszteségnek megfelelően erősíti az egyes frekvenciákat, figyelembe véve a halk, vagy hangos beszédet, az erős vagy halk környezeti zajt.
Az – általában 3 – különböző bemeneti szint (50-70-90 dB, vagy 40-60-80 dB) erősítéséért egy kompresszor (WDRC – Wide Dynamic Range Compressor) felelős, ami a halk hangokat jobban, a hangosabbakat kevésbé vagy egyáltalán nem erősíti.
A modern hallókészülékeket a halláskárosodásnak, a viselő testi adottságainak és életstílusának megfelelően kell konfigurálni. Ezt az audiológusok által végzett folyamatot illesztésnek nevezzük. Az, hogy a hallókészülék mennyire képes javítani a viselő hallásán, az illesztés minőségén, de legfőképpen a hallókészülék helyes kiválasztásán múlik.

## Használatuk
A hallókészülékek ugyan nem képesek a hallásvesztés helyreállítására, de egy jól kiválasztott és beállított hallókészülékkel teljes életet élhet viselőjük.  A hallókészülékek hatékonyságát két fő tényező minimalizálhatja:
- Ha az elsődleges hallókérget nem éri rendszeres stimuláció, az agyterület olyan sejteket veszíthet, amelyek a hangfeldolgozásért felelnek. Minél magasabb fokú a halláskárosodás, annál több sejt veszhet el.
- A belső fülben található érzékeny szőrsejtek sérülése nagyothallást eredményezhet. Ez gyakran a beszédértés képességének csökkenésével jár együtt, amelyen a hang egyszerű felerősítése nem segít.

## Típusai
A hallókészülékeknek számos méretben, teljesítményben és felépítésben különböző típusa létezik. Ezek közé tartoznak többek között:

### Testen viselhető készülékek
A legelső hallókészülék-típus, amelyet Harvey Fletcher talált fel a Bell Laboratories alkalmazottjaként. Az ilyen típusú készülékek egy a testen viselhető készülékházból és egy a fülbe helyezhető illesztékből állnak, amelyben általában egy miniatűr hangszóró található. Hátrányuk volt a magas torzítás és zaj, illetve a mikrofon elhelyezkedése, hiszen az messze a fültől, a testen, nyakban elhelyezhető készülékházban volt. Előnye a magas erősítés, az alacsony visszacsatolás érzékenység, és az egyszerű kezelhetőség.

### Fül mögötti készülékek
Ezek a készülékek általában egy készülékházból, könyökből, illesztékből, illetve a könyök és az illeszték közötti csőből állnak. Minden egység helyes kiválasztása elengedhetetlenül fontos a komplett rendszer minősége szempontjából. A házban található az elektronika, a mikrofon(ok) és általában a  hangszóró. A ház a fülkagyló mögött kap helyet. A fül mögötti készülékek családjához tartoznak az úgynevezett „hangszóró a fülben” hallókészülékek (RIE, RITE, RIC). Ebben az esetben a hangszóró a fülben található, míg az elektronika változatlanul a fül mögötti házban. A technológia lehetővé teszi, hogy egyes esetekben, amikor a felhasználó hallásvesztesége megengedi, a hallójáratot nem zárják le teljesen, hanem úgynevezett „nyitott illesztést” alkalmaznak.
A nyitott illesztésnél normál hallókészülék esetén egy ún. vékony csővel és egy speciális nyitott dome-mal dolgoznak, míg a RIE esetében a hangszóróra kerülhet a nyitott dome. A készülék mindkét esetben a fül mögött található. Hátrányuk, hogy a lezárt hallójárat és a mikrofonok fül mögötti elhelyezkedése miatt elveszik a természetes hallás esetében oly fontos „pinna effektust”, amely segíti a természetes lokalizációt.
Előnyeik a jó kezelhetőség, alacsony meghibásodási arány, a nagyobb elérhető teljesítmény. A kis-közepes hallásveszteségtől a hallásmaradványos hallókészülékig alkalmazzák.

### Hallójárati készülékek
Ezeket a készülékeket a külső fülkagylóban helyezik el. A fülben elhelyezett készülékeket egyéni lenyomatvétel alapján készítik a páciens füléhez. Használhatóak az enyhétől a súlyos hallásvesztésig.
A hallójáratban elhelyezett készülékek kisebbek és csak a külsőfül alsó felét foglalják el, így nem láthatóak szemtől szembeni beszélgetéskor. Ezeknek léteznek különféle méretű a hallójáratban elhelyezett változataik is (IIC, CIC, MIC, ITC, ITE).
Az illesztés során az audiológus lenyomatot vesz a páciens füléről.
A gyártást végezhetik hagyományos eljárással, amikor a lenyomatot gépi erővel, de kézzel megmunkálva készítik elő, vagy egy szintén kézzel, de egy speciális UVA technológiát használva készítik el a hallójárati készülék házát.
A ház ma már elkészíthető a jelenlegi csúcstechnológiát képviselő 3D rendszer segítségével is.
Ebben az esetben egy speciális CAD rendszer segítségével szkennelik a lenyomatot, így egy 3D-modellt hozva létre a külső fülről, majd a modell alapján kerül kinyomtatásra a készülék ház.
A hallójárati készülékek előnye a „pinna effektus” megtartása, a természeteshez közelebbi hangzás. Hátrányuk a nagyobb szervizigény.

### Láthatatlan hallójárati készülékek (IIC)
Ezek a készülékek teljesen a hallójáratban helyezkednek el, így gyakorlatilag észrevehetetlenek. A készülékeket egyedi és univerzális formában gyártják. Mérettől függően egyes típusai távolról vezérelhetőek akár mobiltelefonról is, anélkül, hogy a készüléket el kellene távolítani a beállításokhoz.

### Tartósan viselhető hallókészülékek
Ezeket a típusokat nem-sebészeti úton egy hallásgondozó helyezi el a páciens fülében. Egyhuzamban 1-3 hónapig is viselhetően anélkül, hogy el kellene őket távolítani. Puha anyagból készültek, hogy minden felhasználó kényelmesen viselhesse őket, és általában az enyhétől a közepesen súlyosig terjedő hallásvesztéssel élőknek ajánlják őket.

### Nyitott illesztésű készülékek
A nyitott illesztésű hallókészülékek kicsi fül mögött elhelyezett típusok, amelyek kisebb hatással vannak a hallójárati rezonanciáira, mivel azt amennyire csak lehet, szabadon hagyják. A készülék a fül mögötti helyezkedik el. Céljuk, hogy csökkentsék az okklúziós hatást, ugyanakkor csak közepesen súlyos magas frekvenciás hallásvesztés esetén alkalmazhatóak eredményesen.

## Technológia

### Kompatibilitás a mobiltelefonokkal
Egy hallókészülék és egy mobiltelefon kompatibilis lehet egymással, ha összekapcsolhatóak olyan módon, hogy az tiszta, jól érthető hangot eredményezzen. A hallókészülékek és telefonok többféle módon kapcsolódhatnak egymáshoz:
- Akusztikusan: a telefon hangszórójából származó hangot érzékeli a hallókészülék mikrofonja.
- Elektromágnesesen: a telefon hangszórójának jelét a hallókészülékben található hallótekercs (telecoil) fogja fel.[8]
- A 2.4 GHz-es adatátviteli protokoll használatával, amikor a hallókészülék, televízió, laptop, vagy akár mobiltelefon közvetlenül kapcsolódhat egymáshoz.

### Vezeték nélküli hallókészülékek
A legújabb hallókészülék-típusok között ma már sok vezeték nélküli is található. Az ilyen készülékek használatakor a két fülön elhelyezett készülékek vezeték nélküli kapcsolaton keresztül kommunikálnak egymással, így automatikusan egyszerre változtathatják meg környezeti beállításaikat és akár hangot is továbbíthatnak egyik oldalról a másikra.
Az FM technológia egy jó alternatíva a hallássérült emberek rehabilitációjára, azonban egyre több lehetőséggel, egyszerűbb kezelhetőséggel kecsegtet a 2.4 GHz-es technológia, melyet egyre több hallássérült, hallókészülék viselő fedez fel magának.